# Ванавара
Ванава́ра — село (часто называется посёлком) в Эвенкийском районе Красноярского края России. Образует сельское поселение село Ванавара. До 2004 года село было административным центром Тунгусско-Чунского района.

## Происхождение названия
К 1908 году на месте села располагалась торговая фактория — стойбище эвенкийских охотников. Относительно этимологии названия существуют два варианта, связанные с эвенкийским языком. По-эвенкийски анан — «толчок», варен — «убить»; вместе — Анаварэн (имеются в виду окрестные невысокие горы, так называемый Лакурский хребет). У известного писателя В. Я. Шишкова, проделавшего в 1911 году путь от берегов Нижней Тунгуски до Подкаменной, упоминается Анавар, а не Ванавара.
Есть и другая версия. До образования Тунгусско-Чунского района на месте Ванавары было стойбище эвенков-охотников, где купцы-тунгусники из Кежмы обменивали муку, сахар, боеприпасы и водку на пушнину. В эвенкийском языке андаманми — «обмениваться», андари — «компаньон, торговец». Возможно, название посёлка — «место обмена». С течением времени и под влиянием русского языка слово могло превратиться в Анавар, а затем в Ванавару.
Вариантом этой версии является следующая: на эвенкийском стойбище в конце XIX века обосновался русский купец по имени Иван со своей супругой Варварой. Эвенкийские охотники, менявшие у них пушнину на ружья, патроны и всякую полезную в хозяйстве утварь, звали Ваню и Варю на свой лад — Вана, Вара.
С карельского языка название «Ванавара» можно перевести как «гора возле болотца». В Карелии очень часто встречаются названия с составляющей «вара».

## География
Расположено на реке Подкаменной Тунгуске, притоке Енисея, в устье местной речки Ванаварки, примерно в 700 км к северо-востоку от Красноярска. В шестидесяти километрах к северу от Ванавары находится место падения Тунгусского метеорита.
 Климат
- Среднегодовая температура воздуха — −4,6 °C;
- Относительная влажность воздуха — 70 %;
- Средняя скорость ветра — 1,6 м/с.

| Показатель                                              | Янв.  | Фев.  | Март  | Апр. | Май   | Июнь | Июль | Авг. | Сен.  | Окт.  | Нояб. | Дек.  | Год   |
| ------------------------------------------------------- | ----- | ----- | ----- | ---- | ----- | ---- | ---- | ---- | ----- | ----- | ----- | ----- | ----- |
| Абсолютный максимум, °C                                 | 1,0   | 5,3   | 13,8  | 25,3 | 33,9  | 35,7 | 36,0 | 34,8 | 29,6  | 19,2  | 6,9   | 1,7   | 36,0  |
| Средний суточный максимум, °C                           | −22   | −15   | −4,1  | 4,7  | 13,3  | 22,8 | 25,4 | 21,3 | 11,8  | 0,8   | −13   | −22,1 | 2,0   |
| Средняя температура, °C                                 | −27,9 | −23,4 | −12,7 | −2,1 | 6,5   | 15,4 | 18,1 | 14,2 | 5,7   | −3,5  | −18,6 | −27,3 | −4,6  |
| Средний суточный минимум, °C                            | −33,4 | −30,9 | −21,5 | −9,3 | −0,3  | 7,4  | 10,5 | 7,2  | 0,6   | −7,6  | −24,1 | −32,5 | −11,2 |
| Абсолютный минимум, °C                                  | −61   | −57,7 | −50,3 | −39  | −26,4 | −6,2 | −3   | −5,9 | −16,2 | −39,2 | −54,5 | −58,2 | −61   |
| Норма осадков, мм                                       | 20    | 15    | 16    | 26   | 37    | 53   | 48   | 51   | 46    | 42    | 33    | 24    | 411   |
| Источник: Погода и климат Норма за период 1991—2020 гг. |       |       |       |      |       |      |      |      |       |       |       |       |       |

## История
В древние времена здесь находилось эвенкийское стойбище. Позже, в конце XIX века, когда Эвенкию стали активно осваивать русские предприниматели, скупщики пушнины, была организована фактория, в которой проживало несколько русских семей и некоторое количество оседлых эвенков. Затем в поисках богатых рыбой и дичью мест потянулись сюда переселенцы с Ангары. Ангарские купцы появились в этой местности предположительно летом 1899 года, с этого времени начинается официальный отсчёт возраста села Ванавара.
Современный посёлок основан в 1932 году в связи с созданием базы для оленеводов, охотников, рыболовов, а также метеостанции. В Ванаваре в разное время располагались база геофизической и нефтеразведочной экспедиций, лесоучасток, коопзверопромхоз. Ванавара — ближайшее обитаемое место от района падения Тунгусского метеорита в 1908 году.
На берегу Подкаменной Тунгуски, в Ванаваре в 1935 году было несколько домов, клуб, магазин, радиостанция, обеспечивавшая связь с Турой, посёлками своего района.
В 1938 году в посёлке появилась школа-интернат, где обучались, в основном, дети эвенков. В 1948 году была основана средняя школа. Тогда же в Ванаваре образовалась кинофикация. В 1932 году в Ванаваре появилась первая больница. В 1935 году в Ванаваре открылось почтовое отделение, появились радиотрансляционные узлы. Радиостанции тех лет принадлежали Главному управлению Северного морского пути, в 1939 году они были переданы в наркомат связи. Тогда сообщения о международной жизни записывались радистами и затем зачитывались населению посёлков. До 1995 года в Ванаваре телефонная связь осуществлялась ручными коммутаторами дореволюционных лет. С 1995 года установлена автоматическая телефонная станция — возникла надёжная радиосвязь (телефонная) с городами России, окружным центром — Турой, посёлками района. С конца 1990-х годов в Ванаваре, как и других районных центрах Эвенкии, стала действовать спутниковая связь, а в 2001—2002 гг. в посёлке появился интернет.
 Авиакатастрофа 26 сентября 1994 года 
26 сентября 1994 года при заходе на посадку возле Ванаварского аэропорта разбился самолет Як-40 (бортовой номер — RA-87468), совершавший полёт по маршруту Красноярск — Тура. Причиной крушения стала полная выработка самолётом топлива после трёх неудачных заходов на посадку в аэропорту Туры и уход на запасной аэродром в Ванавару. Экипаж после остановки двигателей попытался посадить машину на реку, но самолёт столкнулся с берегом и разрушился. Погибли все находившиеся на борту двадцать четыре пассажира и четыре члена экипажа. Как выяснилось в ходе расследования, экипаж неверно оценил остаток топлива, залитого для экономии «в обрез».
 Авария 10 декабря 2010 года
В 06:30 утра по местному времени 10 декабря 2010 года произошёл взрыв котла на ванаварской теплостанции. В итоге погиб дежурный, от централизованного теплоснабжения был отключён частный жилой сектор, в 78 домах которого проживали 720 человек, а также отделение милиции, детский дом и ряд других социальных объектов. Дети были эвакуированы в Красноярск 13 декабря, взрослые же отказались выезжать. В большинстве домов частного сектора имелись печи, поэтому население было мобилизовано на заготовку дров (имеющегося запаса хватало только на 10 дней). Котёл восстановлению не подлежал.
Комиссией по устранению последствий аварии было принято решение о доставке в посёлок двух модульных котельных МВКУ-4М производства Кусинского литейно-машиностроительного завода. От города Кусы котельные доехали до Усть-Илимска. Далее оборудование по зимней трассе (зимнику) было доставлено в Ванавару.
В посёлке сразу же после аварии начались работы по расчистке и подготовке площадки для установки новых котлов. В целом работы по ликвидации аварии должны были быть завершены до 30 декабря 2010 года. Фактически об окончании работ отрапортовали 16 января 2011 года. 4 сентября 2011 года в Ванаваре построили и запустили новую капитальную котельную в Катангском микрорайоне. Она оснащена четырьмя котлами, каждый мощностью по 4,2 МВт.
 Коммунальная авария 2012 года 
Из-за коммунальной аварии на котельной из водопроводных кранов жителей села Ванавара в течение месяца текла жидкость с запахом нефти. Ещё в апреле жители квартир микрорайона «Катангский» села Ванавара обнаружили, что из их водопроводных кранов течёт непонятная жидкость с резким запахом нефти. Прорыв трубы устранили — на это понадобилось три дня. Специалисты прочистили ёмкости для нефти в котельной, а также ёмкости, наполняемые холодной водой, которая затем подавалась по трубам в дома жителей. Сразу после устранения аварии на трубопроводе сделали экспертизу воды, подаваемой в дома жителей микрорайона. Она показала, что примесей нефтепродуктов в воде не обнаружено. Как отметили в пресс-службе администрации Эвенкийского района, ЧП не имело больших экологических последствий — просочившаяся нефть не попала в реку. Причиной этому стал порыв трубы, по которой нефть поступала в ёмкости запущенной в сентябре 2011 года Катангской котельной.
25 мая 2012 года для восстановления обеспечения жителей водой по поручению губернатора края Льва Кузнецова было принято решение немедленно доставить в село Ванавара насосы, фильтры, озонаторную установку и реагенты для очистки скважин и водопровода. 1 июня 2012 года в Ванаваре завершили монтаж нового оборудования для очистки от нефтепродуктов воды. Из Красноярска в село прибыли специалисты, которые в трёхдневный срок осуществили монтаж оборудования. 31 мая систему водоочистки запустили в тестовом режиме. После производственных испытаний чистая вода начнёт поступать в краны жителей «Катангского» микрорайона. Смонтированная система водоочистки оснащена многоступенчатыми фильтрами, которые позволят очищать воду, поступающую из двух скважин, до уровня питьевой. Установленное в селе Ванавара водоочистное оборудование — первое в Эвенкийском районе.

## Население
| 1939  | 1959  | 1970  | 1979  | 1989  | 2002  | 2010  | 2012  | 2013  |
| ----- | ----- | ----- | ----- | ----- | ----- | ----- | ----- | ----- |
| 758   | ↗1295 | ↗1347 | ↗1885 | ↗5697 | ↘3313 | ↘3153 | ↘3144 | ↘3011 |
| 2014  | 2015  | 2016  | 2017  | 2018  | 2019  | 2020  | 2021  |       |
| ↘2943 | ↘2899 | ↗2913 | ↘2906 | ↗2914 | ↘2895 | ↘2887 | ↘2532 |       |

## Местное самоуправление
Ванаварский сельский Совет депутатов VI созыва.
Дата избрания: 11.09.2022. Срок полномочий: 4 года. Количество депутатов: 10.
Председатель сельского Совета депутатов — Ёлкин Роман Валерьевич.
Глава села
Брюханова Ирина Ильгизаровна. Дата избрания: 20.05.2025. Срок полномочий: 4 года.

## Средства массовой информации
- Ванаварский информационный вестник (учрежден в 2012 году).
- С 14 февраля 2015 года по 28 декабря 2019 года в селе вещала собственная телевизионная программа «Ванаварские Вести».

## Сотовая связь
Услуги сотовой связи в Ванаваре предоставляют четыре оператора: «Билайн», «МегаФон», «TELE2» и «МТС». Тарификация согласно тарифным планам Красноярского края. В 2021 году состоялся запуск мобильного интернета 4G от МТС.

## Муниципальные учреждения и организации
- МКУ «Ванаваражилфонд»
- МКУ «Молодёжный центр „Дюлэски“ („Вперёд“)»
- МКУ «Межведомственная централизованная бухгалтерия»
- МКУП «Ванаваракомсервис»

## Аэрологическая станция Ванавара
В посёлке Ванавара метеостанция появилась в 1932 году. Первый её начальник И. И. Потёмкин прибыл из Иркутска. Метеостанция располагалась на существовавшей в те годы Заводской улице. Штат составлял всего 5 человек. Вначале здесь велись лишь метеорологические наблюдения, в 1933 году начались и регулярные гидрологические наблюдения на Подкаменной Тунгуске. В мае 1935 года метеоплощадка была перенесена на новое место. С декабря 1952 года в Ванаваре стали проводиться аэрологические наблюдения. С 1956 года Ванаварская метеостанция стала называться аэрологической, и переехала в новое здание, располагающееся в шестистах метрах от правого берега Подкаменной Тунгуски (высота метеоплощадки над уровнем моря — 259 м). Штат учреждения составил 27 человек. Начались также актинометрические и агрометеорологические наблюдения.
Аэрологическая станция Ванавара Эвенкийского филиала государственного учреждения «Красноярский центр по гидрометеорологии и мониторингу окружающей среды с региональными функциями» входит в состав реперной глобальной сети наблюдений за климатом, региональной опорной климатической сети Росгидромета. Проводятся метеорологические, гидрологические, агрометеорологические, аэрологические, актинометрические, водобалансовые наблюдения, а также отслеживается уровень загрязнения снежного покрова и проводится радиационный мониторинг окружающей среды.

## Астероид Ванавара
В честь села назван астероид главного пояса, открытый в 1991 году на обсерватории Ла-Силья ((6404) Ванавара).

## Достопримечательности
В селе — частный музей Тунгусского метеорита, основанный охотником Виталием Иннокентьевичем Вороновым (1942—2005) в 1990 году, а также центральная усадьба Тунгусского заповедника (улица Московская, дом 8). В двух километрах к северо-востоку имеется аэропорт, действующий круглый год.

## Известные люди
- Митиков, Юрий Иванович (1941—2013) — старший лейтенант Советской Армии, лётчик-испытатель, участник Афганской войны, Герой Российской Федерации. Родился в Ванаваре.